# Volksbank Löbau-Zittau
Die Volksbank Löbau-Zittau eG ist eine Genossenschaftsbank mit Sitz in der sächsischen Stadt Ebersbach-Neugersdorf im Landkreis Görlitz.

## Geschichte
Die Volksbank Löbau-Zittau eG wurde am 14. November 1907 als Genossenschaftsbank in Neugersdorf gegründet und entstand in ihrer heutigen Form im Jahr 2001 durch die Fusion der Volksbank Löbau-Neugersdorf eG Volks- und Raiffeisenbank mit dem Sitz in Ebersbach-Neugersdorf mit der Zittauer Volks- und Raiffeisenbank eG mit dem Sitz in Zittau.
Die Volksbank Löbau-Neugersdorf eG Volks- und Raiffeisenbank ihrerseits entstand 1994 aus der Fusion der Volksbank Neugersdorf eG mit der Raiffeisenbank Löbau eG mit Sitz in Löbau.
Durch die Fusion der Raiffeisenbank Zittau eG mit der Volksbank Zittau eG entstand 1992 die Zittauer Volks- und Raiffeisenbank eG.

## Rechtsverhältnisse
Die Volksbank Löbau-Zittau eG ist im Genossenschaftsregister beim Amtsgericht Dresden unter GnR 87 eingetragen.

## Organisationsstruktur
Rechtsgrundlagen sind das Genossenschaftsgesetz und die durch die Vertreterversammlung beschlossene Satzung. Organe der Bank sind der Vorstand, der Aufsichtsrat und die Vertreterversammlung.

## Sicherungseinrichtung
Die Volksbank Löbau-Zittau eG ist der amtlich anerkannten Sicherungseinrichtung des Bundesverbandes der Deutschen Volksbanken und Raiffeisenbanken GmbH und der zusätzlichen freiwilligen Sicherungseinrichtung des Bundesverbandes der Deutschen Volksbanken und Raiffeisenbanken e.V. angeschlossen.

## Geschäftsausrichtung
Die Volksbank Löbau-Zittau eG betreibt das Universalbankgeschäft. Im Verbundgeschäft arbeitet sie mit der DZ Bank, R+V Versicherung, Bausparkasse Schwäbisch Hall, Teambank, VR Leasing,  DZ Hyp und der Union Investment zusammen.

## Geschäftsgebiet
Das Geschäftsgebiet liegt im Süden des Landkreises Görlitz sowie im Osten des Landkreises Bautzen.
An diesen Orten betreibt die Bank Filialen:
- Ebersbach-Neugersdorf (Hauptstelle, jur. Sitz)
- Zittau (Geschäftsstelle)
- Löbau (Geschäftsstelle)
- Bernstadt a. d. Eigen (Geschäftsstelle)
- Cunewalde (Geschäftsstelle)
- Kottmar (Geschäftsstelle)
- Großschönau (Geschäftsstelle)
- Herrnhut (SB-Geschäftsstelle)
- Olbersdorf (SB-Geschäftsstelle)
- Oppach (SB-Geschäftsstelle)